# أبو إسحاق الكازروني
إبراهيم بن شهريار بن زادان فرخ بن خورشيد (حوالي. 963 - 1035 م)، المعروف بكنيته الشيخ أبي إسحاق الكازروني والمُلقب بالشيخ مرشد كان أحد الصوفية الإيرانيين المشهورين في أواخر القرن الرابع وأوائل القرن الخامس الهجري. كان مؤسس الطريقة الكازرونية الصوفية التي انتشرت إلى الهند والصين من جهة، وإلى الأناضول وبغداد من جهة أخرى.

## الميلاد والعائلة
وُلِد أبو إسحاق إبراهيم في الخامس عشر من رمضان سنة 352 هـ الموافق 963 م في ناحية نوفارد في كازرون (حي العليا حاليًا). كان والده شهريار حرفيًا من سلالة السلمانيين في كازرون، وهم أقارب سلمان الفارسي. إن شهريار وبنويه (أمه)، اللذان ولدا في أسر زرادشتية سابقة، قد اعتنق أجدادهم الإسلام قبل ولادة أبي إسحاق.

## عهد أبي إسحاق
في وقت ولادة أبي إسحاق كانت منطقة فارس لا تزال من القواعد المهمة للديانة الزرادشتية، وكانت كازرون أهم وأكبر مركز للزرادشتية، وكان معظم أهل كازرون لا يزالون على الدين الزرادشتي. في ذلك الوقت، كان هناك العديد من معابد النار الكبيرة ومسجدين في كازرون، وكان حاكم المدينة زرادشتيًا يُدعى خورشيد مرزبان، المعروف باسم ديلم مجوسي، والذي ينتمي إلى الزرادشتيين في عهد السلالة البويهية.

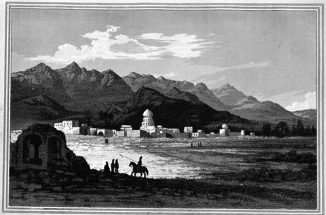
بقايا معبد النار في كازرون، بينما يظهر في الخلفية أيضًا منظر لمسجد (لوحة بريشة الملازم جونسون عام 1818)

## جهود نشر الإسلام والمعارك
قرر أبو إسحاق نشر الإسلام في منطقة كازرون ولهذا السبب بدأ بنشر الدين. ذهب أولًا إلى المنبر في مسجد كازرون الجامع. ولكن بسبب الاضطرابات التي أحدثها المعارضون في عمله، اضطر إلى مغادرة كازرون ونشر الدين من خلال بناء مزار ثم مسجد حجري في ضواحي المدينة. وقد هدم خصومه هذا المسجد مرات عديدة، حتى تمكن أحد تلاميذه في عام 371هـ من بناء مسجد أصبح القاعدة الأساسية للصوفية الكازرونية. وبعد ذلك اتجه أبو إسحاق إلى إعداد جيش بمساعدة أبي عبد الله محمد بن جزين. وقد أدت الصراعات بين أبي إسحاق والحاكم الزرادشتي لكازرون إلى حرب ضارية بين المسلمين والزرادشتيين في كازرون. وقد أدت حروبه العديدة إلى أن يُلقب بين الناس بالشيخ الغازي. واستمرت الأعمال العدائية حتى حاول رجل يدعى شاهزور بن خربام اغتيال الشيخ أبي إسحاق، لكن محاولته باءت بالفشل. وأخيرًا، تعرض حاكم كازرون للتسمم على يد أحد تلامذة الشيخ أبي إسحاق في عام 406 هـ، ومات. كل هذه الأحداث أدت إلى ترسيخ الإسلام وتوسعه في كازرون. وتشير الروايات إلى أن 24 ألفًا من أهل كازرون أسلموا على يد الشيخ أبي إسحاق. وقد وصلت أنشطة الطريقة الصوفية الكازرونية بقيادة الشيخ أبو إسحاق إلى حد 65 محفلًا صوفيًّا في منطقة فارس.

## الوفاة
توفي الشيخ أبو إسحاق أخيرًا في الثامن من ذي القعدة سنة 426 هـ الموافق 1035 م بعد مرض دام أربعة أشهر في كازرون. طوال حياته، كان دائمًا نباتيًا ولم يتزوج أبدًا.

## كتاب سيرة أبي إسحاق
فردوس المرشدية في أسرار الصمدية هو اسم كتاب في ترجمة الشيخ أبي إسحاق الكازروني، ألفه الإمام أبو بكر محمد في القرن الخامس الهجري، وترجمه في القرن الثامن الهجري محمود بن عثمان أحد تلامذته.

## توسع التصوف الكازروني
وبعد وفاة الشيخ أبي إسحاق، استمرت أنشطة الصوفية الكازرونية من خلال محافلها الصوفية، والتي كانت تُعرف بالمشاريع الخيرية، تحت قيادة محفل الكازرون الصوفي. إن موقع منطقة فارس ومدينة كازرون كجزء من الطريق التجاري على الشاطئ الخلفي للخليج الفارسي ووجود شبكة التجار من مدينة كازرون، أدى إلى توسع التصوف الكازروني. ويكتب حسن فسايي [الإنجليزية] عن هذا في كتابه فارس نماه ناصري [الإنجليزية]:
إن عدد تجار كازرون كبير جدًا لدرجة أن هذا الكتاب (فارس نامه) لا يتسع له.

وقد بنى خلفاء الشيخ أبي إسحاق في زعامة الطريقة الكازرونية معظم محافلهم الصوفية على الطرق التجارية. كان نشاطهم في البداية مقتصرًا على ولاية شابور خوارة. وكانت مدينة بيشابور، باعتبارها إحدى عواصم الإمبراطورية الساسانية وأهم مدينة في هذه الدولة، قد نقلت مكانتها وأهميتها تدريجيًا إلى كازرون، كما هاجر معظم سكان بيشابور إلى كازرون أيضًا. ومن المدن المهمة الأخرى في هذه الولاية مدينتي تواج القديمة وغوندجان وكلاهما مهجوران اليوم. كانت مدينة خنج، إحدى المدن الواقعة على الساحل الخلفي للخليج الفارسي، أيضًا إحدى المناطق التي تأسست فيها نزل الكازرونية الصوفية في المراحل المبكرة بسبب موقعها على طريق التجارة. إن وجود تجار الكازرونية على طرق التجارة المهمة جعلهم يتواصلون تدريجيًّا مع بلدان الشرق والغرب وأغناهم. وقد أدى وجود تجار الكازرون في هذه البلدان إلى إنشاء شبكة دولية للصوفية الكازرونية في بلدان أخرى، وخاصة الصين والهند والأناضول. كانت قيادة هذه الشبكة الدولية تحت مسؤولية الشيخ عمر بن أبي الفرج الكازروني، رئيس الصوفية الكازرونية وخليفة الشيخ أبو إسحاق من كازرون. وقد ذكر ابن بطوطة في كتاب الرحلة وجود محافل صوفية كازرونية (مرشدية) في الصين والهند.

## تأثير التصوف الكازروني في الهند

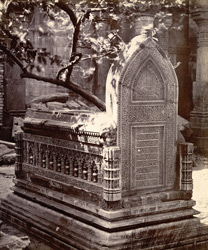
قبر عمر كازرون في كامباي

وكانت الهند، باعتبارها أحد المراكز التجارية والسكانية، محط اهتمام الشيخ أبي إسحاق وشيوخ الصوفية الكازرونية منذ البداية. كان أول صوفي هاجر إلى الهند هو الشيخ صفي الدين الكازروني، ابن أخ وتلميذ الشيخ أبي إسحاق، الذي ذهب إلى هذه المنطقة بأمره وأسس محفل الكازرونية الصوفي في مدينة أوتش (تقع في ولاية البنجاب الحالية في باكستان). إلا أن نفوذ الصوفية الكازرونية في الهند ازداد ابتداءً من أواخر القرن السابع الهجري مع وصول أتباع هذه الطريقة وتجار مدينة الكازرون إلى الهند.. وصلت شهرة ونفوذ الشيخ أبي إسحاق من كازرون في الهند إلى حد أن علاء الدين الخلجي، ملك السلالة الخلجية في الهند، بعد الاستيلاء على ميناء كامباي (خامبات الحالية)، بنى مزارًا هناك وكتب آيات من القرآن الكريم حوله وأرسله إلى قبر الشيخ أبي إسحاق في كازرون كبركة. كان محمد بن تغلق سلطان دلهي في القرن الثامن الهجري مخلصًا للتصوف الكازروني لدرجة أنه منح مدينة كامباي لعمر الكازروني أحد صوفية التصوف الكازروني في الهند، وبعد وفاة عمر في عام 734 هـ، بنى له قبرًا رائعًا. يذكر ابن بطوطة، الذي سافر إلى الهند سنة 734 هـ، أنشطة محافل الصوفية الكازرونية في موانئ قاليقوط وكولام على ساحل مالابار. كانت اتحادات التجار الإيرانيين نشطة في غرب الهند بقيادة الشيخ شهاب الدين الكازروني المعروف بمالك التجار. وفي الوقت نفسه، كان الشيخ شهاب الدين رئيسًا لمحفل الكازرونية الصوفي في ميناء كاليكوت وممثلًا للتصوف الكازروني لتلقي عروض أهل الهند والصين وجمع عروض التجار والبحارة للمحفل الصوفي المركزي للتصوف الكازروني في مدينة كازرون. وكان ابن الشيخ فخر الدين الكازروني أيضًا رئيسًا لمحفل الكازرونية الصوفي في ميناء كولام وشغل نفس المنصب في جنوب الهند. ومن بين تلاميذ الشيخ أبي إسحاق الكازروني المؤثرين الآخرين في الهند، يمكننا أن نذكر الشيخ نور الدين مالك يار باران ورافع الدين الكازروني، وكلاهما كانا قريبين من البلاط الهندي في القرن السابع الهجري وكانا منخرطين في عمل القضاة في هذا البلد. 

## تأثير التصوف الكازروني في الصين
وفي القرن الثامن الهجري ازداد وجود التجار المسلمين ومنهم تجار الكازرون في مدينة قوانغتشو في الصين، وكانت قوتهم المالية ونفوذهم الثقافي سببًا في اكتسابهم السلطة في هذه البلاد. وكان من بين هؤلاء الأشخاص المؤثرين برهان الدين الكازروني، وهو صوفي ورئيس محفل الكازرونية الصوفي في الصين. وكان يستقبل أيضًا عروض التجار والبحارة ويرسلها إلى النزل الصوفي المركزي في مدينة كازرون. يذكر ابن بطوطة في رحلته الشيخ برهان الدين الكازروني كواحد من كبار الصوفية الذين يعيشون في قوانغتشو. وقد ذكر ابن بطوطة في رحلاته أيضًا أن الشيخ أبي إسحاق الكازروني يتمتع بمكانة عالية في نظر أهل الهند والصين، وأن السفن القادمة من الهند أو الصين تدفع آلاف الدنانير كقرابين لممثلي الشيخ أبي إسحاق لحمايتهم من الكوارث.

## تأثير التصوف الكازروني في الأناضول
وكان للشيخ أبي إسحاق محبون ومريدون كثيرون في الدولة العثمانية، حتى أن هناك حارة اسمها أبي إسحاق في مدينة بورصة العاصمة الأولى للدولة العثمانية. يعود اسم هذا الحي إلى وجود مسجد وقبر رمزي للشيخ أبو إسحاق الكازرون. وفي سنة 802 هـ بنى السلطان بايزيد العثماني قبر الشيخ أبي إسحاق الرمزي لأتباع الطريقة الكازرونية الصوفية التي كانت تعرف في تلك المنطقة بالإسحاقية . وفي فترات لاحقة، أعاد السلطان محمد الفاتح بناءه. لا يزال هذا المبنى قائمًا ويُحتفظ به باعتباره أحد التراث الثقافي لتركيا.

## القبر

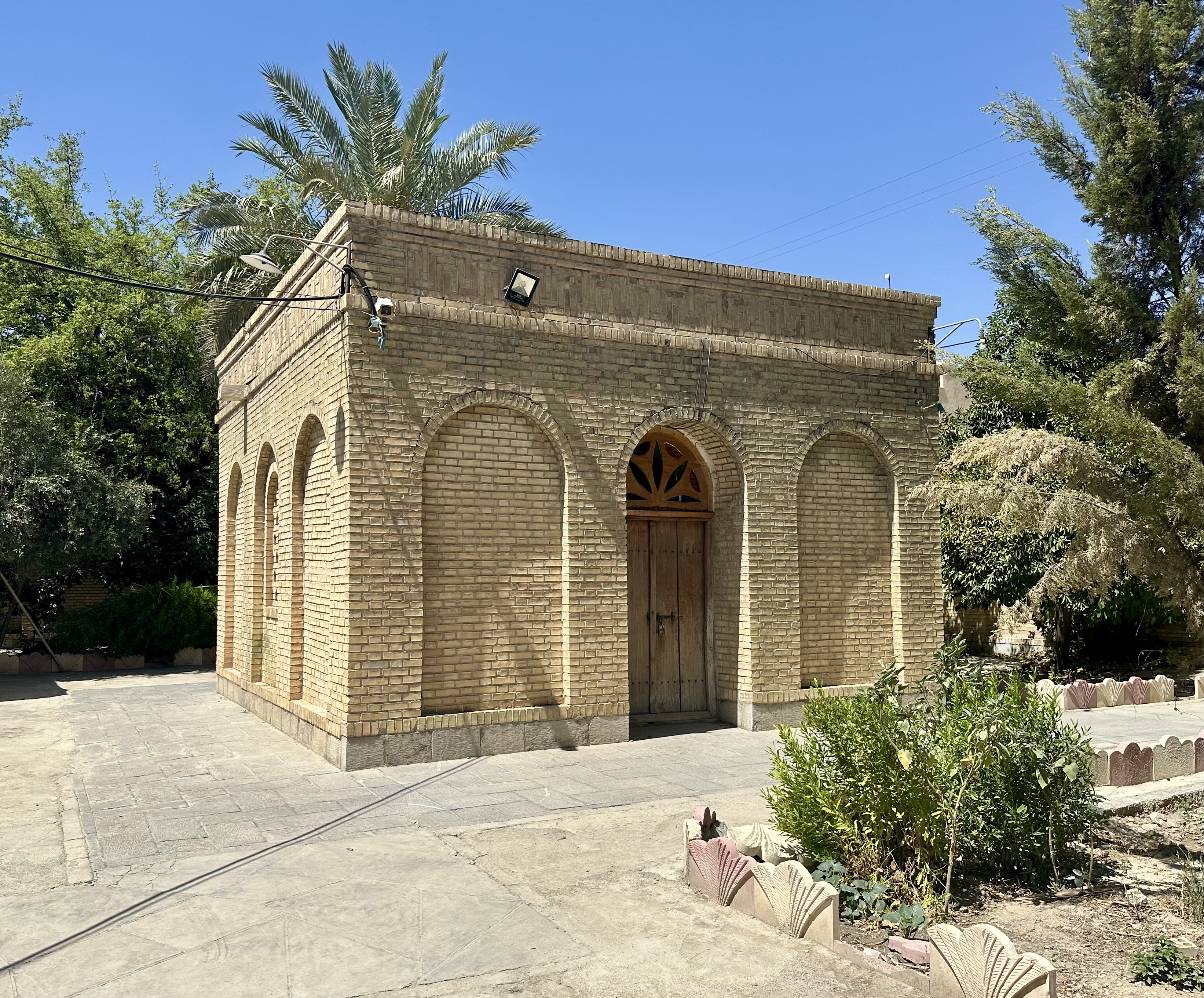
قبر أبي إسحاق الكازرون

وبعد وفاته سنة 426 هـ، دُفن الشيخ أبو إسحاق الكازروني في مقصورة الصوفية المعروفة باسم إيفان المرشدي، والتي تقع اليوم في حي كوزهجاران في كازرون. لقد شهد هذا المكان العديد من الأحداث التاريخية. وقد استخدم الصوفيون تُربة قبر الشيخ أبي إسحاق لتبرك بالحجاج المتجهين من قونية إلى الحجاز، وكذلك لمنع غرق السفن. وكان الناس يؤمنون بقبره إلى درجة أن تربة قبرها كانت تسمى الأفيون العظيم. وقد أوصى الشيخ أبو إسحاق بما يلي:
كلما حدث لكم حادث، هُبوا لقبري حتى تُزال الكربة.

وحدث الشيء نفسه، فلجأ سلجوق شاه بن سلغور، أتابك فارس، الذي ثار على المغول الذين حكموا إيران، إلى قبر الشيخ أبي إسحاق في كازرون، وجعل من ذلك المكان حصنًا منيعًا ضد المغول آملًا أن يستطيع المسلمون صد الغزو المغولي. ولكن في النهاية، تعرض لهزيمة ساحقة على يد المغول. وفي هذه الحرب، قبض المغول على سلجوق شاه وقتلوه، كما قام المغول أيضًا بقتل وإبادة أهل كازرون الذين آووا سلجوق شاه؛ وجعلوا هذه الحادثة حالة هلع نفسي لتكون عبرة لكل بلاد فارس الرافضة للاستسلام. كلما سافر شاه روخ، ملك الإمبراطورية التيمورية، إلى جنوب إيران، كان يأتي لزيارة قبر الشيخ أبي إسحاق. هذا القبر هو المكان الذي أنشد فيه الخواجو الكرماني مثنويته روضات الأنوار أثناء إقامته في كازرون سنة 743 هـ. تم تسجيل قبر الشيخ أبي إسحاق من كازرون في قائمة التراث الوطني الإيراني في عام 1978 برقم 1509. الحديقة التي يقع فيها قبر الشيخ أبي إسحاق هي حاليا موقع دائرة التراث الثقافي والسياحة والحرف اليدوية في كازرون.

## نهاية التصوف الكازروني
وأخيرًا، مع وصول السلالة الصفوية إلى السلطة، أمر الشاه إسماعيل الأول بترهيب شيوخ الصوفية الكازرونية وتدمير مبانيهم باعتبارهم فرقةً ضالةً. وحرم هذا الصوفية من وجود محفل صوفية مركزي، فتراجعت الطريقة الصوفية تدريجيًا..

## موارد
- أبو إسحاق من كازرون (ويكيبيديا الفارسية)
- الموسوعة الإيرانية - ABŪ ESḤĀQ KĀZARŪNĪ
- موسوعة إيرانيكا - كازارونيا
- الموسوعة الإيرانية - فردوس المرشدية في أسر الصمدية
- أعظم رحيمي الجابري، دور الشيخ أبو إسحاق الكازروني في انتشار الإسلام في كازرون (النصف الثاني من القرن الرابع إلى أوائل القرن الخامس الهجري)
- معلومات عن مرقد الشيخ أبو إسحاق الكازروني
- إيسامفيري
- عبد الرسول خيرندش، أعظم رحيمي جابري، تطور دير المرشدية في الهند والصين خلال القرن الثامن
- الموسوعة الإيرانية - كازرون الثاني. تاريخ
- رالف كوز، جوانب طريق الحرير البحري: من الخليج الفارسي إلى بحر الصين الشرقي - قسم شبكة كازاروني
- إليزابيث لامبورن، مجموعة من المزايا... التأثيرات المعمارية في مجمع مسجد الجمعة وضريح كازاروني في كامباي في ولاية غوجارات
- عبد الرحمن ميشكل أوغلو، أكاديمية التعليم - شيخ غازي أبو إسحاق كازروني | الشيخ أبو إسحاق الكازروني
- قبر أبي إسحاق الكازروني
- عبد الرسول خيرندش، أعظم رحيمي جابري، تشكيل وتوسع أديرة المرشدية في الهند والصين
- فاطمة عرفاني وحيد، عبد الله واسع عباسي، محمد أمير مشهدي، المرشدية وانعكاسها في شبه القارة الهندية
- ويكيفقه - أبو إسحاق إبراهيم بن شهريار الكازروني
- ويكي أهل البيت - الشيخ أبو إسحاق الكازروني
- تذكرة الأولياء لعطار نيسابور - ذكر الشيخ أبو إسحاق شهريار الكازروني
- موسوعة طهور - أبو إسحاق الكازروني
- سيرة الشيخ أبو إسحاق الكازروني
- سيد علي أصغر ميرباقري فرد، زهرة نجفي، أمير حسين كوهستاني، تحليل ودراسة الأخلاق الصوفية للشيخ أبو إسحاق الكازروني
- محمد شيخ الحكمائي، مكانة شيخ أبي إسحاق الكازروني في توسيع أديرة المرشدية
- شمس الكازرون، بحث عن مكانة وأفكار أبي إسحاق الكازروني، إلياس نورائي، 2012، منشورات يار دانيش